# どうせなら
「どうせなら」は、三品瑠香の配信限定シングル。2023年3月17日にiDOL Streetから発売された。

## 概要
2023年3月11日に開催された『三品瑠香 Birthday Live 〜やったれ!vol.22〜』で初披露された。三品は本作について「魂の片鱗、よろしくです」と述べている。

## 収録曲
1. どうせなら [2:47]
作詞・作曲：三品瑠香、編曲：イロハ

## 音楽配信
本作ではハイレゾ音源は配信されないが、Amazon Music Unlimited、Apple MusicはCD-DAスペックの音質で配信している。